# Desmodium pubens
Desmodium pubens là một loài thực vật có hoa trong họ Đậu. Loài này được (Torr. & A.Gray) M.J.Young miêu tả khoa học đầu tiên.